# Daniel-Henri Pageaux
Daniel-Henri Pageaux (pronunciado /paʒo/) es un crítico literario, hispanista y comparatista, Catedrático Emérito de Literatura General y Comparada en la Universidad de La Sorbona («Sorbonne Nouvelle»). Codirector de la Revue de littérature comparée Es miembro correspondiente de la Academia de las Ciencias de Lisboa, Doctor 'honoris causa' por la Universidad de Enna/Sicilia y Premio Juan Andrés de Ensayo e Investigación en Ciencias Humanas.  
Es también novelista, en francés con el seudónimo de "Michel Hendrel", y en español con el de "León Moreno".

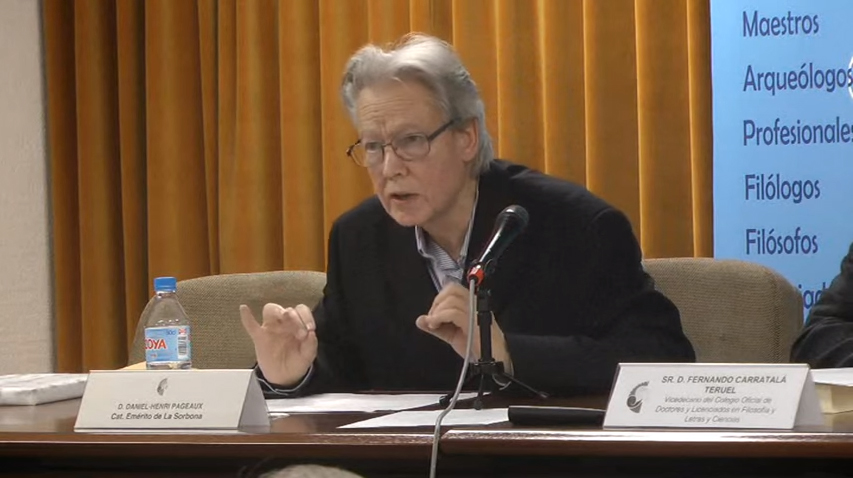
El prof. Daniel-Henri Pageaux en enero de 2016.

## Publicaciones fundamentales

### Ensayos
- Les Ailes des mots, Critique littéraire et poétique de la création, París, L’Harmattan, 1994.
- Le Bûcher d’Hercule, Histoire, critique et théorie littéraires, París, Champion, 1996.
- La Lyre d'Amphion, Pour une poétique sans frontières, París, Presses Universitaires de la Sorbonne Nouvelle, 2001.
- Sous le signe de Vertumne. Expérience poétique et création littéraire, París, Jean Maisonneuve, 2003.
- Trente essais de littérature générale et comparée ou La Corne d’Amalthée, París, L’Harmattan, 2003.
- Les aventures de la lecture. Cinq essais sur le Don Quichotte, París, L’Harmattan, 2005.
- Rencontres, échanges, passages. Essais et études de littérature générale et comparée, París, L’Harmattan, 2006.
- Le Tour du Monde en vingt-quatre lectures, París, L’Harmattan, 2008.
- L’œil en main. Pour une poétique de la médiation, París, Jean Maisonneuve, 2009.
- Impromptus Variations Études. Essais de littérature générale et comparée, París, L’Harmattan, 2010.
- Cervantes «raro inventor» De la poésie au roman, París, Jean Maisonneuve, 2011.
- Miscellanées I. Essais de littérature générale & comparée, París, Jean Maisonneuve, 2012
- Miscellanées II. Essais de Littérature générale & comparée, París, Jean Maisonneuve,  2013
- La Fontaine de Castalie. Essais de Littérature générale & comparée, París, Jean Maisonneuve, 2013
- Les Hespérides en leur jardin. Essais de littérature générale & comparée, París, Jean Maisonneuve, 2015.
- De Cervantes a Vargas Llosa. La prosa española entre ficción y mediación, Madrid, Instituto Juan Andrés, 2019.

### Estudios
- Images du Portugal dans les lettres françaises (1700-1755), París, Fondation Gulbenkian, 1971.
- Quinze études autour de El Siglo de las Luces de Alejo Carpentier, París, L’Harmattan, 1983.
- Imagens do Portugal na cultura francesa, Lisboa, Biblioteca Breve, 1984.
- Images et mythes d'Haïti, París, l’Harmattan, 1985.
- De Commynes à Mme d'Aulnoy. Deux siècles de relations hispano-françaises, París, l’Harmattan, 1987.
- Ernesto Sábato ou la littérature comme absolu, París, Caribéennes, 1989.
- Perspectives comparatistes, París, Champion, 1999.
- El corazón viajero. Doce estudios de literatura comparada, Lérida, Pagès y Univ. de Lérida, 2007.
- Littératures et cultures en dialogue, ed. de Sobhi Habchi, Paris, l’Harmattan, 2007.
- Imagololoske razprave, ed. de Tone Smolej, Ljubljana, 2008.
- Le scritture di Hermes. Introduzione alla letteratura comparata, Palermo, Sellerio, 2010.
- Musas na encruzilhada. Ensaios de literatura comparada, Marcelo Marinho ed., URI, UCITEC/ Rio Grande do Sul/ Brasil, 2011.
- Itinéraires comparatistes, París, Jean Maisonneuve, 2014, 2 vol. (vol. I, Hommages, Rencontres; vol. 2, Parcours & Compléments bibliographiques).
- Lectures indiaocéanes. Essais sur les francophonies de l’Océan indien, París, Jean Maisonneuve, 2016.
- Azorín (1873-1967). Sur les chemins de l'écriture, París, L'Harmattan, 2017.

### Manuales
- Literatura portuguesa, literatura comparada e teoria da literatura, Lisboa, Setenta, 1982. (En colab. con A.M. Machado).
- La littérature générale et comparée, París, Armand Colin, 1994 (trad. rumana, Iasi, Polirom, 2000; trad. macedonia, Skopje, 2002; trad. árabe, Damas, 2000; y trad. parcial al chino).
- Naissances du roman, París, Klincksieck, 1995 (2ª ed. 2006; trad. italiana, Palermo, Selerio, 2003).
- Da literatura comparada à teoria da literatura, Lisboa, Presença, 2001. (En colab. con A.M. Machado).
- Histoire de la littérature espagnole, París, Ellipses, 2002.
- Le Séminaire d’Aïn Chams. Une introduction à la littérature générale et comparée, París, L’Harmattan, 2008.

### Edición de obras en equipo
- Pandemia y Cultura, Madrid, Instituto Juan Andrés de Comparatística y Globalización (serie Metodologías Humanísticas), 2021.

### Ediciones
- Padre Feijóo, Théâtre critique, París, Delta, 1971.
- José Rizal, Révolution aux Philippines (novela, 1896), París, Gallimard, 1984.
- Miguel Torga, La création du monde, París, Garnier Flammarion, 1999.
- "L’Homme pressé", Romans de Paul Morand, París, Gallimard, 2004.
- Louis Bertrand, Le roman de la conquête – 1830, Université de Saint-Etienne, 2013.

### Novelas
- [Pseudónimo] Michel Hendrel, Le Sablier retourné, París, Belfond, 1989.
- [Pseudónimo] Michel Hendrel, Le Système décimal, París, Belfond, 1992.
- [Pseudónimo] León Moreno, Como fiel amante o la invención del Lazarillo, Madrid, Turpin, 2012.

### Conversaciones
- Les Nuits Carnutes, con Ph. Goudey, S. Habchi y J.M. Le Gal, París, Jean Maisonneuve, 1999.

## Homenajes
- Plus Oultre Mélanges offerts à Daniel-Henri Pageaux, coord. por Sobhi Habchi, París, L’Harmattan, 2007.
- Plus Oultre II. Mélanges consacrés aux littératures ibériques et ibéro-américaines offerts à Daniel-Henri Pageaux, coord. por Sobhi Habchi, París, L’Harmattan, 2011.
- Plus Oultre III. Mélanges offerts à Daniel-Henri Pageaux. Création poétique & critique. Littératures française et francophones, coord. por Sobhi Habchi, París, l’Harmattan, 2016.

## Pensamiento crítico y metodológico
La labor investigadora llevada a cabo por D.-H. Pageaux abarca tres áreas culturales y literarias: el mundo hispanoparlante (Europa, Hispanoamérica, Filipinas), el mundo “lusofono” (Portugal, Brasil y África) y las “francofonías” (África, Américas y Océano Índico). Ha dedicado sus estudios a 1) la historia y metodología de la “literatura general y comparada”, con manuales así como artículos, ensayos, conferencias y seminarios; 2) al género novelesco; 3) a la literatura de mediación (viajes, crítica, ensayo); y 4) a fenómenos culturales como el “exotismo”, la literatura “colonial” y lo que en literatura comparada se denomina “imágenes” y disciplinariamente Imagología. 
Uno de sus principales objetivos en torno a la “imagología” ha sido la elaboración de un método de estudio de la “imagen” textual, pero también de las “ideas” con las que se elaboran dichos textos. Son tres los niveles de análisis o los momentos de una posible “lectura” desde lo menos hasta lo más literario: 1/ La palabra, desde el recuento de ocurrencias lexicales hasta la elaboración de redes y campos semánticos, pasando por la expresión peculiar que es el estereotipo; 2/ El sistema de relaciones jerárquicas; 3/ El texto como argumento, o “scénario” (alusión al mito estudiado por Lévi-Strauss), poniendo de manifiesto cuatro actitudes interculturales fundamentales: “manía”, “fobia”, “filia” y una cuarta dimensión a partir del juego entre “relaciones” positivas o negativas, unilaterales o dialógicas. De manera más general se trata de reconstruir la “lógica” de un imaginario que, según el texto o el problema contemplado, oscila entre un imaginario “social” muy cercano a lo que se llama ideología y un imaginario “simbólico” que viene expresado en un texto mediante “imágenes”, temas, mitos, pero también metáforas o imágenes elementales o meramente “personales,” en la medida en que remiten a lo que suele llamarse “mito personal”.
La imagología, desde este método, ha propiciado una teoría de la literatura o más bien unos elementos teóricos, basados esencialmente en los tres niveles del “mensaje” literario  (1/ socio-histórico o normas sociales, 2/ estético o convenciones estéticas o género, 3/ imaginario o modelización simbólica), y las cuatro dimensiones que lo definen (emisor, receptor, “contenido” y modelo). La creación poética o artística se presenta como una posibilidad mediadora entre el hombre que la inventa y el mundo en el que vive. 
La obra literaria, cualquiera que sea, abre un espacio propio en un campo social y cultural. Elabora también una forma dentro de un repertorio de formas, de géneros, de modelos (o a veces incluso contra dicho repertorio), se inscribe en la jerarquía de los géneros en un momento poético y cultural determinado. Por último, instaura un orden de significación y de comunicación distinto, que depende de lo simbólico. Es asignar al imaginario no tanto un contenido (una materia, unos temas) como ciertos mecanismos de actuación y ciertas funciones, esencialmente la de interponerse entre el hombre con su experiencia vivencial y lo que él denomina mundo real para darle sentido y también cuestionarlo.